# Motul de San José
Motul de San José es un sitio arqueológico maya situado a tres kilómetros al norte del lago Petén Itzá en Guatemala que data del preclásico tardío. Fue re-descubierto por Teobert Maler en 1895. El sitio también recibe el nombre de Ik, en atención a su glifo-emblema, símbolo que en idioma maya significa viento.
Motul de San José está asociado a un estilo de cerámica llamado "estilo de Ik" que corresponde aproximadamente a los años 750 a 850 d. C. Se cree que la técnica y el taller de fabricación estaba específicamente en Motul de San José ya que, a manera de un logotipo de marca, el glifo-emblema aparece frecuentemente en las vasijas de tal estilo. El estilo de Ik es notable en más de un aspecto: se trata de vasos y vasijas decorados con glifos color de rosa y con numerosas representaciones de un personaje que los especialistas han llamado El Cacique Gordo, sobre todo en la literatura especializada en lengua inglesa y que no se encuentran en ningún otro lugar. También son notables porque, cosa rara en Mesoamérica, uno de los artistas que los creaban y que los mayistas consideran como un gran maestro, firmaba sus obras.